# Aulo Cascelio
Aulo Cascelio  fue un jurista romano, discípulo de Quito Mucio y de Vulusio, contemporáneo de Augusto, tan célebre por el agradecimiento a sus maestros (dejó por heredero a un nieto del primero) como por su sabiduría.
Era superior a Trebacio en elocuencia y el mismo Quinto Mucio le enviaba sus clientes. Fue cuestor y murió a avanzada edad. Se dice de él que no conoció jamás la adulación, por lo que habló con una gran libertad, atribuyendo él mismo esta independencia a no tener hijos. Rehusó el consulado que le había ofrecido Augusto. 
En la época de Pomponio sólo se conservaba de sus escritos un Liber benedictorum, cuyos fragmentos pueden verse en la obra de Huschke Jurisprudentiae antejustinianae quae supersunt (5.ª edición, Leipzig, 1886) También se le cita con frecuencia en el Digesto y se le atribuye la institución del judicum Cascellianum.